# Mitja Milavec
 (juillet 2023).
Mitja Milavec est un réalisateur et scénariste yougoslave puis slovène dont on sait peu de choses.

## Filmographie
- 1979 : Amen pod kamen
- 1983 : Trije prispevki k slovenski blaznosti
- 1995 : Herzog (film) (sl), projeté au Festival du cinéma méditerranéen de Montpellier en 1997[2].